# Кучешки следобед
„Кучешки следобед“ (на английски: Dog Day Afternoon) е американски игрален филм – криминална драма, излязъл по екраните през от 1975 г., режисиран от Сидни Лумет с участието на Ал Пачино и Джон Казейл в главните роли. Филмът получава множество награди и номинации от престижни институции и е поредната творба на Сидни Лъмет превърнала се във филмова класика заедно с предходните Дванадесет разгневени мъже (1957), Серпико (1973), Убийство в Ориент експрес (1974). Списание Empire включва Кучешки следобед в класацията си „500 най-велики филма за всички времена“. Филмът е сред основните заглавия на 48-ата церемония по връчване на наградите „Оскар“, където е номиниран за отличието в 6 категории, печелейки статуетка за най-добър оригинален сценарий.

## Сюжет
Сценарият, базиран на действителен случай от 1972 година, разказва събитията покрай обир на банков клон в Бруклин, Ню Йорк. Двамата неудачници от ниските социални прослойки Сони (Пачино) и Сал (Казейл) държат служителите като заложници в продължение на почти цяло денонощие, съпровождано от преговорите с полицията и представителите на ФБР.

## В ролите
| Актьор          | Роля                            |
| --------------- | ------------------------------- |
| Ал Пачино       | Сони Уорциг                     |
| Джон Казейл     | Сал                             |
| Чарлс Дърнинг   | детектив Морети                 |
| Джеймс Бродерик | агент Шелдън                    |
| Ланс Хенриксен  | агент Мърфи                     |
| Съли Бойър      | Мълвени – управителя на банката |
| Пенелопе Алън   | Силвия                          |
| Сюзън Перец     | Енджи                           |
| Керъл Кейн      | Джени                           |
| Крис Сарандън   | Лион                            |

## Награди и Номинации
Награди на Американската Филмова Академия „Оскар“ (САЩ):
- Награда за най-добър оригинален сценарий за Франк Пиърсън

- Номинация за най-добър филм
- Номинация за най-добър актьор в главна роля за Ал Пачино
- Номинация за най-добър актьор в поддържаща роля за Крис Сарандън
- Номинация за най-добър режисьор за Сидни Лъмет

Награди БАФТА:
- Награда за най-добър актьор в главна роля за Ал Пачино

Награди „Златен глобус“ (САЩ):
- Номинация за най-добър филм
- Номинацияа за най-добър режисьор за Сидни Лъмет
- Номинация за най-добър сценарий за Франк Пиърсън
- Номинация за най-добър актьор в главна роля за Ал Пачино
- Номинация за най-добър актьор в поддържаща роля за Джон Казейл
- Номинация за най-добър актьор в поддържаща роля за Чарлс Дърнинг